# П'єр Гандон
П'єр Гандон (фр. Pierre Gandon; 20 січня 1899, Л'Аї-ле-Роз, Валь-де-Марн — 23 липня 1990) — французький художник-ілюстратор. З 1941 по 1983 рік працював гравером поштових марок, як французьких (для метрополії і численних колоній до і після їх незалежності), так і іноземних.

## Початок кар'єри
Народився в Л’Аї-ле-Роз. Батько П'єра, Гастон Гандон, був гравером у Паризькому інституті гравюри (Institut de gravure) і створив ряд поштових марок для інших країн і дві марки для Франції — знамениту 50-франкову із смугастим фоном у 1936 році і з зображенням Страсбурзького собору в 1939 році.
П'єр Гандон навчався в Парижі в Школі Етьєнна у гравера Дезарруа (Dézarrois), потім у Школі витончених мистецтв в ательє художника Ф. Кормона. У 1921 році, у 22 роки, отримав свою першу премію — Римську премію (в категорії гравюри), а в 1926 році — Паризький приз (Prix de la Ville de Paris). У 1937 році нагороджений золотою медаллю французьких художників і намалював для Колоніальної виставки 1937 року фреску розміром в 500 м².

## Кар'єра художника марок
Гандон відповів на оголошення в газеті і отримав право створити проект поштової марки із зображенням жінки-туземки (femme indigène) — його першої марки, випущеної в 1941 році у французькій колонії Дагомеї. У тому ж році з'явилася його перша французька марка «Герб Реймса» із серії з гербами міст Франції. За нею пішли сотні інших марок.
У 1941—1942 роках Гандон створює серію колабораціоністських віньєток «Французького добровольчого легіону проти більшовизму», а також авіапоштові марки «Легіону Триколора», за що в період звільнення на кілька місяців був відсторонений від роботи. Йому пощастило — саме його «Маріанну» генерал де Голль вибрав для поштової марки країни. За час відсторонення від роботи П'єр Гандон продовжував малювати і гравірувати марки, наприклад, він виконав марку із зображенням Сари Бернар, хоча під нею стояло ім'я гравера — Шарля Мазелена.
Чотири рази він отримував Гран-прі в галузі філателістичного мистецтва (Grands prix de l'art philatélique français):
- «Висока мода», Франція, 1953[11],
- «Дівчина з острова Бора-Бора», Французька Океанія, 1955[12],
- «Гравці в карти», Франція, по картині П. Сезанна, 1961; премія присуджена в 1962 році[13] та
- «Дама з єдинорогом», Франція, 1964[14].

Найбільшу популярність і визнання отримали виконані художником три серії стандартних випусків французьких марок, що містили національні символи Франції:
- з зображенням Маріанни (1945—1954), моделлю для якої послужила дружина художника Жаклін (Jacqueline);
- з зображенням сабінянки Герсилії (1977) — центрального жіночого персонажа картини Жака Луї Давида «Сабінянки зупиняють битву між римлянами і сабінянами»; марка виходила в 1970-ті роки;
- з зображенням алегорії свободи (1982), за основу якої взято образ жінки, що символізує свободу, на картині Ежена Делакруа «Свобода, що веде народ». Йому було 82 роки, коли він гравірував цю марку.

Його остання марка була випущена до Дня поштової марки (Journée du timbre) в 1983 році, — «Той, що диктує лист» по картині Рембрандта. Всього художник був автором 346 французьких марок.

## Список поштових адміністрацій
П'єр Гандон малював і/або гравірував більше 1000 марок для поштових служб держав та територій:
- Франція (метрополія)
- Заморські території Франції:
  - Алжир
  - Французьке Сомалі / Французька територія афарів та ісса
  - Дагомея (перша марка П. Гандона 1941 року)
  - Камерун
  - Коморські острови
  - Мадагаскар
  - Нова Каледонія
  - Нові Гебриди
  - Реюньйон
  - Сен-П'єр і Мікелон
  - Того
  - Туніс
  - Волліс і Футуна
  - Французька Гвіана
  - Французька Західна Африка
  - Французька Екваторіальна Африка
  - Французькі поселення в Океанії / Французька Полінезія
  - Французькі Південні та Антарктичні Території
  - Французьке Марокко
- Окуповані території:
  - Саар
- Поштові відділення Франції:
  - Андорра (поштова адміністрація Франції)
  - Єрусалим (надпечатки французького консульства на марках Франції 1948 роки)
- Незалежні держави:
  - Берег Слонової Кістки
  - Буркіна-Фасо
  - Габон
  - Дагомея
  - Камбоджа (марка 1967 року)
  - Камерун
  - Лаос
  - Мавританія
  - Мадагаскар
  - Малі
  - Монако
  - Нігер
  - Республіка Конго
  - Сенегал
  - Туніс
  - Центральноафриканська Республіка (перші дві марки цієї країни)
  - Чад
  - Південний В'єтнам